# Гала (Оток)
Гала (хорв. Gala) — населений пункт у Хорватії, у Сплітсько-Далматинській жупанії у складі громади Оток.

## Населення
Населення за даними перепису 2011 року становило 896 осіб.
Динаміка чисельності населення поселення:

## Клімат
Середня річна температура становить 12,55 °C, середня максимальна — 27,86 °C, а середня мінімальна — -2,72 °C. Середня річна кількість опадів — 929 мм.
| Клімат поселення                              | Клімат поселення | Клімат поселення | Клімат поселення | Клімат поселення | Клімат поселення | Клімат поселення | Клімат поселення | Клімат поселення | Клімат поселення | Клімат поселення | Клімат поселення | Клімат поселення | Клімат поселення |
| Показник                                      | Січ.             | Лют.             | Бер.             | Квіт.            | Трав.            | Черв.            | Лип.             | Серп.            | Вер.             | Жовт.            | Лист.            | Груд.            |                  |
| Середній максимум, °C                         | 8,83             | 9,89             | 13,26            | 17,22            | 21,75            | 25,58            | 27,86            | 27,74            | 22,83            | 17,97            | 12,65            | 9,52             |                  |
| Середня температура, °C                       | 3,06             | 4,14             | 7,49             | 11,46            | 15,99            | 19,83            | 22,87            | 22,74            | 17,84            | 13,00            | 7,68             | 4,52             |                  |
| Середній мінімум, °C                          | −2,72            | −1,64            | 1,72             | 5,69             | 10,23            | 14,06            | 17,88            | 17,76            | 12,86            | 8,00             | 2,69             | −0,46            |                  |
| Норма опадів, мм                              | 75               | 66               | 72               | 79               | 66               | 65               | 46               | 58               | 82               | 102              | 118              | 100              |                  |
| Середньомісячна швидкість вітру, м/с          | 1.89             | 2.21             | 2.43             | 2.33             | 2.11             | 1.88             | 1.90             | 1.72             | 1.85             | 1.86             | 2.19             | 2.17             |                  |
| Середньомісячна сонячна радіація, кДж/м²·день | 5413             | 8171             | 11766            | 16164            | 19960            | 22700            | 24335            | 21408            | 15886            | 10307            | 5889             | 4572             |                  |
| --------------------------------------------- | ---------------- | ---------------- | ---------------- | ---------------- | ---------------- | ---------------- | ---------------- | ---------------- | ---------------- | ---------------- | ---------------- | ---------------- | ---------------- |
| Джерело:                                      |                  |                  |                  |                  |                  |                  |                  |                  |                  |                  |                  |                  |                  |